# Gouvernement Omsk
Het gouvernement Omsk (Russisch: Омская губерния, Omskaja goebernija) was een gouvernement (goebernija) binnen de Russische Socialistische Federatieve Sovjetrepubliek. Het gouvernement bestond van 3 januari 1919  tot 25 mei 1925. Het gouvernement ontstond uit het Oblast Akmolinsk.  Het gouvernement had negen oejazden. De hoofdstad was Omsk.
Het gouvernement ontstond op 27 augustus 1919 door een decreet van het Heel-Russisch Centraal Uitvoerend Comité (3 januari 1920 decreet van het Siberische Revolutionair Comite (rus: Сибирский Революционный Комитет)). Tegelijkertijd werden ook de gouvernementen Tjoemen en Tsjeljabinsk opgericht. Het oejazd Kalachinski werd in 1919 aan het gouvernement toegevoegd. De oejazd IIshimsk werd in 1920 overgeplaatst naar het gouvernement Tjoemen. In 1921 werden vier oejazden onderdeel van de Kirgizische ASSR.
In 1925 ging het grondgebied op in de kraj Siberië.